# 谷開來
谷开来（1958年11月15日—），原名谷开莱，女，所持身份证所登载姓名，一为薄谷开来，常用化名为开来，暱稱“瓜妈”；山西省临猗县人，户籍所在地为北京市东城区，原本職業是北京开来律师事务所註冊律师、昂道律师事务所前主任。是前中共中央政治局委员兼重庆市委书记薄熙来的第二任妻子。
因涉嫌谋杀英国商人尼尔·海伍德被捕，于2012年8月9日在安徽省合肥市中级人民法院被提起公诉。2012年8月20日上午，合肥中院一审以故意杀人罪判处谷开来死刑，缓期二年执行，剥夺政治权利终身。於2015年12月11日，經北京市高院減刑為無期徒刑。目前谷开来在位于河北省三河市的燕城监狱服刑。

## 背景

### 家庭
谷开来父親中国人民解放军少将谷景生是一二九運動發動人之一，曾任解放军总政治部副主任、新疆区委第二书记、新疆军区政委。母亲范承秀，为抗战时期太行山区的妇救会干部，参加过长征。 谷开来是谷景生的第五個女兒，小名“小丽”。
谷开来與丈夫薄熙來育有一子薄瓜瓜。她被審判的時候，薄瓜瓜本人在美國，沒有出庭，薄瓜瓜的证词也没有被采用。

### 名字
谷开来原名“谷开莱”。婚后薄熙来认为，今天已不兴“妇随夫姓”的古代传统了，但可以“妇随夫名”，因而应薄的要求改名“谷开来”。不过，2012年4月10日，中国大陸官方媒体新华社公布其涉嫌谋杀时称其“薄谷开来”，而此前这一名称从未出现于媒体。此外，北京市司法局律师查询系统显示姓名为“开来”，《胜诉在美国》等著作亦署名“开来”；谷开来在《胜诉在美国》等著作中的所署的英文名为“Horus L. Kai”。2012年12月17日出版的《南都周刊》指出，谷开来有两张身份证，一张名为开来，一张名为薄谷开来。王立军等人称呼其为“瓜妈”。

## 生平
1978年考取北京大學法律系，之后继续攻讀该校國際政治學碩士學位，毕业后成为执业律师。80年代后期，与薄熙来结婚后，她在大连成立开来律师事务所，90年代中期总部迁往北京；1999年大连分所关闭；2001年改名昂道律师事务所。曾受聘担任中国田径教练马俊仁的代理律师，起诉《马家军调查》的作者赵瑜和刊载该文的《中国作家》杂志社。著有《我為馬俊仁當律師》、《胜訴在美國》等書，后者讲述其在美国代理中国公司，打赢一场民事诉讼官司。她在書中嘲笑美国司法制度的迂腐。“他们连狗也可以起诉，法庭甚至可能判丈夫强奸了妻子。”而她對中國大陸的司法系統信心十足，寫道：“我们不玩文字游戏，我们坚持‘基于事实’原则。一旦法庭确定你杀了人，你将被逮捕、判刑并处决。”
1999年底，因薄熙来外遇，谷开来携子薄瓜瓜赴英陪读，常住至2007年返国。
2010年3月6日下午，两会期间薄熙来接受采访时对谷开来帮助重庆打黑表示感谢：
|  | 我的夫人谷开来是中国第一批律师。不仅法律知识，国际文化的知识也很丰富。她的知识，特别是法律知识在‘打黑’中给了我很大帮助。为了我，她做出了巨大牺牲。十几年前律师事务所办得正红火的时候急流勇退，专心做学问，我是很感动的。 |

## 海伍德死亡案
2012年4月10日，中国公安机关调查后认为谷开来与薄家勤务人员张晓军，有谋杀尼尔·海伍德重大嫌疑，已被移送司法机关处理。
2012年6月，柬埔寨政府依中国政府要求，逮捕了与薄熙来家族有关的法国建筑师帕特里克·德维利耶。中方提出引渡要求，但由于法国等西方国家认为北京并没有提供任何证据足以引渡，柬埔寨拒绝引渡。2012年7月18日，德维利耶自愿以證人身分前往中國，但没有在合肥出庭作证。8月，德维利耶回到金邊。其证言被公诉人出示在2013年8月23日薄熙来案的庭审过程中。 
2012年7月26日，薄谷开来、张晓军涉嫌故意杀人一案已由安徽省合肥市人民检察院依法向合肥市中级人民法院提起公诉。8月9日，案件在合肥正式开庭，预计庭审将持续两天，而在此前一天，薄谷开来之子薄瓜瓜致信CNN表示，对母亲的谋杀案，薄瓜瓜相信“事实胜于雄辩”。他已向母亲的辩护团队提交了一份证词，但没有透露证词的具体内容。
2012年8月9日下午，据官方发布通告称，薄谷开来精神稳定，对其指控并未提出异议。而整个庭审过程并未对公众和媒体开放。在庭审之后，法庭宣判押后宣判。

### 審判結果
2012年8月20日上午，安徽省合肥市中级人民法院一审宣判谷开来因故意杀人罪判处死刑缓期执行，关押于燕城监狱，同案另一被告张晓军被判处九年有期徒刑。谷开来和张晓军对判决结果表示不再上诉。
2014年9月25日，燕城监狱以谷开来服刑期间无任何故意犯罪为由，建议将其刑期减为无期徒刑。2015年12月11日，北京市高院对薄谷开来予以减刑。

### 外界反应
在案件宣判后，英国驻华大使馆的一名发言人发表声明说：“我们欢迎中国政府对海伍德被害案的调查，以及审判有关的犯罪人员。”声明还说，英国曾多次表示，希望中国当局对这一案件的宣判能按照国际人权的标准，不要对罪犯判处死刑 。
有熟悉大陆法律的香港学者认为谷开来被判处死缓是刑罚过重，因为谷开来的杀人动机是基于「家人安全受威胁」，应该判处15至18年有期徒刑。
对于谷开来的审判结果，部分民众认为政坛精英阶层再次得到了特殊待遇，审判中没有提供充分事实，死缓判决过轻，没有体现法律面前官民平等的精神。
谷開來受審片段播出后，有民眾質疑庭上的谷開來是替身，随即新浪微博上的關鍵詞「替身」搜索结果被屏蔽。而曾因报道薄熙来政坛丑闻而被判刑的记者姜维平，根据言语特色和肢体习惯，判定庭审时的谷开来不是替身。

### 国籍問題
薄熙来案爆发后，記者姜維平向美國之音透露，谷開來至少擁有香港身份證和新加坡綠卡，在香港出席社交場合時以薄谷開來之名示人，但新加坡传媒《联合早报》引述可靠消息来源，指新加坡移民名单中并未出现谷开来的名字。

## 著作
- 开来《我为马俊仁当律师》，东北之窗1998年第10、11期
- 开来《胜诉在美国》，北京：光明日报出版社，1998年

## 相关作品

### 影視作品
| 年分 | 作品       | 演員   |
| ---- | ---------- | ------ |
| 2019 | 洗鈔事務所 | 趙家玲 |

### 引用
1. ↑  北京市司法局律师查询系统
2. ↑  . 路透社. 2012-08-20  [2012-08-20]. （原始内容存档于2012-08-23）.
3. ↑  . 《亞洲週刊》. 2010-04-18, 24卷 (15期)  [2020-09-19]. （原始内容存档于2015-05-01）.
4. ↑  . 财富天下. 2007-01-18  [2012-04-11]. （原始内容存档于2012-04-18）.
5. ↑  2012年12月17日出版的《南都周刊》
6. ↑  . 《三联生活周刊》. 2014-01-13, (第770期)  [2022-06-12]. （原始内容存档于2018-11-03）.
7. ↑  . 羊城体育. 1998-10-30  [2020-02-19]. （原始内容存档于2020-02-19）.
8. ↑  杰安迪2012年8月10日. . 纽约时报中文网. 2012-08-23  [2019-06-29]. （原始内容存档于2019-06-29）.
9. ↑  . news.wenweipo.com.   [2024-11-19]. （原始内容存档于2018-11-03）.
10. ↑  安思乔, 黄安伟. . 纽约时报中文网. 2013-08-25  [2024-11-19]. （原始内容存档于2023-07-15） （zh-cmn-hans）.
11. ↑  薄熙来：打黑不干不行——重庆仍有五六百起命案未破，打黑将进行长期斗争；评价要看人民群众是不是满意 （页面存档备份，存于），2010年3月7日《新京报》头版。
12. ↑  . 新华社. 2012-04-10  [2012-04-10]. （原始内容存档于2012-04-13）.
13. ↑  . 德国之声.   [2012-06-21]. （原始内容存档于2012-06-20）.
14. ↑  . South China Morning Post. 2012-08-31  [2024-11-19]. （原始内容存档于2021-09-29） （英语）.
15. ↑  . 新华网. 2012年7月26日  [2012年7月26日]. （原始内容存档于2012年7月29日）.
16. ↑  . 深圳晚报. 2012-08-09  [2012-08-09]. （原始内容存档于2012-08-12） （中文（简体））.
17. ↑  Jason Kessler. . CNN. 2012-08-09  [2012-08-09]. （原始内容存档于2012-08-08） （中文（简体））.
18. ↑  Jason Kessler. . 路透社. 2012-08-09  [2012-08-09]. （原始内容存档于2012-08-09） （中文（简体））.
19. ↑  曹国星. . 法国广播电台. 2012-08-09  [2012-08-09] （中文（简体））.[永久]
20. ↑  . 新浪. Aug 20, 2012  [Aug 20, 2012]. （原始内容存档于2012-08-23）.
21. ↑  . 路透. 2012-08-20  [2012-08-20]. （原始内容存档于2012-08-23）.
22. ↑  .   [2012-08-20]. （原始内容存档于2016-03-04）.
23. ↑  . 新华社. 2015-12-14  [2015-12-14]. （原始内容存档于2022-05-24）.
24. ↑  . 京华时报. 2015-12-15  [2015-12-15].[永久]
25. ↑  . bbc中文网. 2012-08-20  [2012-09-26]. （原始内容存档于2012-08-22）.
26. ↑  . dailynews.sina.com.   [2019-06-29]. （原始内容存档于2015-04-30）.
27. ↑  . 美国之音. 2012-08-21  [2012-08-21]. （原始内容存档于2012-08-23）.
28. ↑  . Apple Daily 蘋果日報.   [2019-06-29]. （原始内容存档于2016-03-04）.
29. ↑  . Apple Daily 蘋果日報.   [2019-06-29]. （原始内容存档于2016-03-05）.
30. ↑  dwnews. . blog.dwnews.com.   [2019-06-29]. （原始内容存档于2019-06-20） （中文（中国大陆））.
31. ↑  .   [2022-03-16]. （原始内容存档于2022-05-11）.
32. ↑  联合早报：除非以假名申请 狮城否认谷开来移民 （页面存档备份，存于）．：南洋商报，2012，5(22)